# Leucania bergmani
Leucania bergmani là một loài bướm đêm trong họ Noctuidae.